# 米哈伊尔·托姆斯基

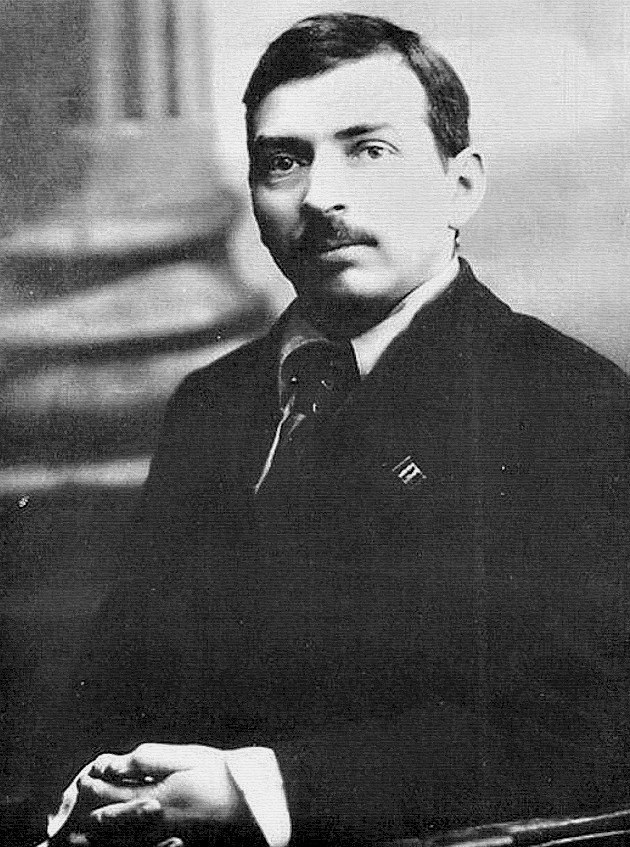
米哈伊尔·托姆斯基

米哈伊尔·帕夫洛维奇·托姆斯基（俄语：Михаил Павлович Томский；1880年10月31日—1936年8月22日）是一位俄国工人、工会领导者、布尔什维克领导人。曾任苏联共产党中央政治局委员，全苏工会中央理事会主席、最高国民经济委员会主席团委员等职务。

## 生涯
1880年，托姆斯基生於聖彼得堡科爾皮諾的俄羅斯裔中下層家庭。 1904年参加俄国社会民主工党。1905年，托姆斯基在時為俄羅斯帝國一部分的愛沙尼亞，參加第一次俄羅斯革命，組織列威利的蘇維埃。革命失敗後被捕，遭流放到西伯利亞。其後，托姆斯基逃回聖彼得堡，1907年任彼得堡党委会委员。在《无产者报》和《前进报》编辑部中工作过。1908年，托姆斯基再度被捕，隨後逃往法國。1909年，再返回俄國時，托姆斯基遭到逮補，處以五年勞動。1917年，二月革命中，托姆斯基獲俄國臨時政府釋放，彼得格勒从事工会工作。
十月革命后担任过莫斯科省工会主席。1918年，參加第四次全俄工會大會。当选全俄工会中央理事会主席团主席。
1920年参与赤色职工国际的组织创立工作，任总书记。1920年3月当选俄共布中央执行委员会委员。1921年，入俄共布組織局；1922年俄共布政治局委员。1920年代曾任全俄中央执行委员会委员、苏联中央执行委员会主席团成员、全苏工会中央理事会主席、最高国民经济委员会主席团委员、国家联合出版社社长等职。托姆斯基是布哈林與李可夫的盟友。1924年，列寧去世後的政治鬥爭中，托姆斯基及布哈林等人協助史達林肅清联合反对派。

1928年，史達林開始對付其前盟友。1929年，史達林陸續擊敗布哈林、李可夫，5月迫使托洛斯基自工會運動領導職去職。此時期，托姆斯基負責蘇聯的化學工業，直到1930年。1930年7月，第16次黨大會，托姆斯基被擠出政治局。1934年第17次黨大會，雖保留中央委員會委員身分，但已喪失投票權。

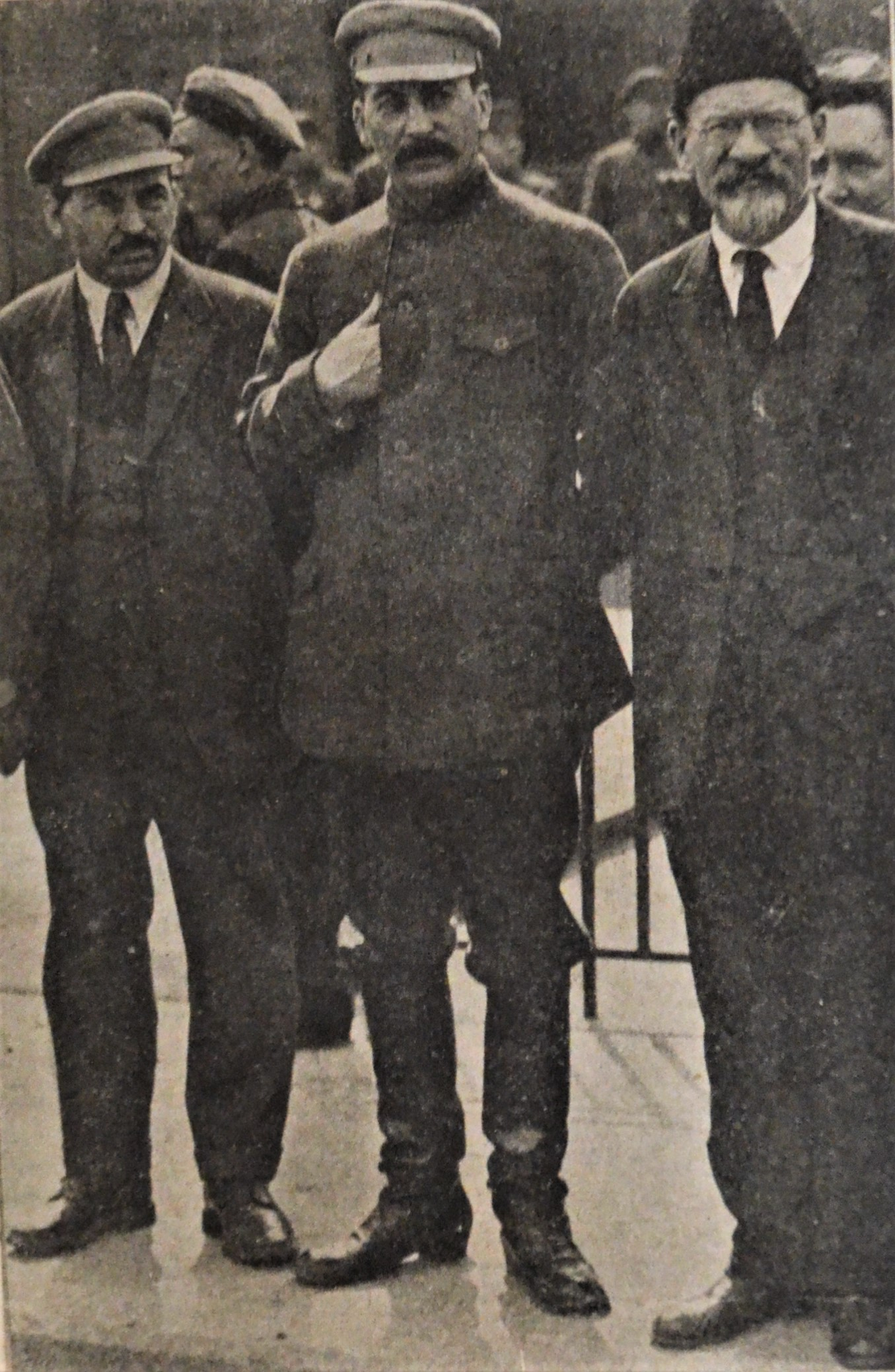
1926年五一慶典。由左至右依序是：托姆斯基、史達林與加里寧。

1932年5月至1936年8月年間，托姆斯基兼任國家聯合出版社社長。
1936年，托姆斯基被捲入莫斯科審判。在遭内务人民委员部逮捕前，托姆斯基在自己鄰近莫斯科的别墅自殺。托姆斯基自杀前，通过其妻告发亨里希·雅戈达曾促使他走上反对派道路。
1988年改革重組期間，1988年蘇聯恢復托姆斯基的名譽與黨籍。著有《工会组织建设的原则》、《俄国工会概况》、《共产党员在工会运动中的任务》等。

## 腳註
1. ↑  Wynn, Charters. From the Factory to the Kremlin: Mikhail Tomsky and the Russian Worker, University of Texas at Austin, 22 May 1996. University Center for International Research, University of Pittsburg, 10 September 2002,  Accessed 29 May 2021. Archive at the Wayback Machine (archived 29 April 2019)
2. ↑  "Tomsky, Mikhail Pavlovich" （页面存档备份，存于）. CHRONOS (in Russian). Vyacheslav Rumyantsev (editor of "CHRONOS"). Archived from the original on 10 August 2020. Retrieved 29 May 2021.
3. 1 2 3  "Tomsky, Mikhail Pavlovich" （页面存档备份，存于）. CHRONOS (in Russian). Vyacheslav Rumyantsev (editor of "CHRONOS"). Archived from the original on 10 August 2020. Retrieved 29 May 2021.